# Хохлюк, Виктор Николаевич
Виктор Николаевич Хохлюк (укр. Віктор Миколайович Хохлюк; 21 марта 1971, Ровеньки, Луганская область, Украинская ССР, СССР) — украинский спортивный журналист, биограф, историк и статистик футбола.

## Биография
Родился городе Ровеньки Луганской области. Отец — Николай Александрович Хохлюк родом из Житомирской области. В начале 60-х прошлого века по комсомольской путёвке приехал в Донбасс (погиб в 1982 году). Мать — Хохлюк Раиса Иосифовна, умерла в марте 2016 года. Сёстры — Галина и Людмила. 
По отцовской линии родственник российского учёного-математика Виталия Ивановича Хохлюка.
В детстве занимался футболом в ДЮСШ «Авангард» (Ровеньки).
Окончил экономический факультет Бердянского университета менеджмента и бизнеса.
В 1989—1991 годах проходил службу в рядах Советской Армии. Затем работал в угольной отрасли.
С 1993 по 2007 год проходил службу в органах внутренних дел Украины. Начинал служить милиционером в Ровеньковском городском отделе милиции. Спустя время продолжил службу в Управлении МВД Украины в Запорожской области на оперативных и должностях руководящего состава милиции, а также заместителем командира спецподразделения МВД Украины. За успешное выполнение служебных задач и раскрытие преступлений неоднократно награждался руководством МВД Украины и, других государственных администраций.
После прохождения службы в милиции работал в банковской сфере и угольной промышленности.
Во время войны на востоке Украины Хохлюк остался проживать на родине. Являлся главным редактором газеты «Вперёд — Ровеньки». По состоянию на декабрь 2016 года — начальник управления массовых коммуникаций министерства связи и массовых коммуникаций самопровозглашенной ЛНР.

### Журналистика
С 1983 года занимается историей и статистикой украинского футбола. В 1998 году его статьи стали публиковаться в таких изданиях как: «Украинский футбол», «Футбольное обозрение», «Футбол + спортивные новости», «InterFutbol» (г. Ташкент, Узбекистан), а также в интернет-изданиях: «Молдавский футбол» (г. Кишинёв, Молдова), Sport.ua (г. Киев, Украина), «Казахстанский футбол» (г. Алматы, Казахстан), «Спутник Эстония» (г. Талинн, Эстония), «Спортарена» (г. Алматы, Казахстан), «Террикон» (г. Донецк, Украина), «Факты. Футбол. Аналитика» (г. Алматы, Казахстан), «Футбол 24» (г. Львов, Украина), «Футболфан» (г. Днепропетровск, Украина), «Чемпионат.com» (г. Москва, Россия) и др.
По информации информационного спортивного агентства «Спорт Украины» на протяжении шестнадцати лет своей журналисткой деятельности Виктор Хохлюк опубликовал около двух тысяч различных статей в печатных и электронных изданиях, в своей большей части о футболе. Уже через несколько лет узбекское республиканское издание «InterFutbol» опубликовало, что журналист издал больше 5000 авторских статей о футболе и, спорте в целом.
В 2012 году Виктор Хохлюк издал книгу «Голеадоры», которую профинансировал футболист Евгений Левченко, а все вырученные средства от реализации книги были переданы международному детскому фонду «Breath» (рус. — «Дыхание»).
На чемпионате Европы по футболу в 2012 году творчески сотрудничал с украинским интернет-изданием «Спорт Украины» (лат. — Sport.ua).
По итогам 2012 и 2013 года дважды становился победителем Всеукраинских творческих конкурсов спортивной журналистики, проводимых под эгидой НОК Украины и Ассоциации спортивных журналистов Украины.
В декабре 2017 года немецкое интернет-издание DG NEWS сообщило, что Виктор Хохлюк подготовил к выпуску новую книгу. В рецензии заслуженного работника культуры Украины Владимира Спектора сказано, что новое издание рассказывает о бомбардирах-легионерах из стран бывшего СССР, забивших определённое количество мячей за разные зарубежные команды.

В своей футбольно-статистической деятельности он брал пример со многих известных в мире футбола историков и любителей цифры игры «11х11». Среди них такие известные личности, как: Александр Бояренко, автор Клуба Льва Яшина Николай Жигулин из Кривого Рога,  Владимир Сафаров из столицы Узбекистана, Александр Кашинцев из Перми и других. В интервью «Спортарене» о своей статистической деятельности он рассказывал: 

«У каждого из них я чему-то учился. Но в подаче статистических материалов большее взял от Алексея Бабешко и Константина Есенина...».— Владимир Мальцев, «Спортарена». Январь 2017 года
С мая 2018 года Виктор стал сотрудничать с узбекистанским изданием «InterFutbol», где большую часть своих материалов посвящает истории отечественного футбола. В частности, популярной в газете стала рубрика "Они возрождали «Пахтакор», где вышла серия статей об игроках из бывшего СССР, пришедших на помощь «Пахтакору» после столкновения над Днепродзержинском, в результате которого погибла практически вся команда.
В июле 2018 года, во время проведения чемпионата мира по футболу, в московском издательстве «Книжный мир» вышла ранее анонсированная энциклопедия Виктора Хохлюка под названием «Наши футбольные легенды. Голеадоры бывшего СССР в футбольных битвах зарубежья», в которую вошли 185 биографий лучших бомбардиров из стран бывшего Советского Союза. Через два года издал книгу о легендарном советском футболисте Эдуарде Стрельцове, а затем, в январе 2022 года, энциклопедию о футболистах из стран бывшего СССР — «Наш легион. Книга первая». Вскоре, спортивным журналистом была издана книга о победе сборной Советского Союза на Олимпийских играх в Сеуле 1988 года. В интервью немецкому изданию о выходе книги автор сказал следующее:

«Я прошел с мыслью об издании книги путь длиною в пять лет. Я не мог, даже не допускал мысли, что книга не выйдет… У меня до сих пор в памяти наша плодотворная встреча в апреле 2018-го с олимпийским чемпионом Алексеем Прудниковым. Мы тогда долго и много общались о разном. Именно Алексею Павловичу (Прудникову, прим.) принадлежит идея по изданию книги об олимпийской сборной по футболу».— «DG-News». Апрель 2023 года
В ноябре 2018 года Виктор Хохлюк принял участие в Международном конкурсе спортивной журналистики, проходившем в Москве, где представлял узбекское республиканское издание «InterFutbol». Его авторская работа — Берадор Абдураимов: «Пахтакор — это моё всё», вошла в топ-список Международного конкурса «Энергия побед», в номинации «Лучшая публикация» среди иностранных русскоязычных СМИ.
Спустя год, в ноябре 2019-го, он принимает участие во Всероссийском творческом фестивале-конкурсе спортивной журналистики «Энергия побед», который был организован Олимпийским комитетом России, Федерацией спортивных журналистов, где с октября 2014 года ПАО «Газпром» является генеральным партнёром. По результатам отборочного цикла Виктор Хохлюк, представлявший узбекистанское республиканское издание «InterFutbol», а также известный азербайджанский журналист Расим Мовсумов из Баку вышли в финал фестиваля-конкурса «Энергия побед». Решением Жюри конкурса спортивной журналистики «Энергия побед», в номинации «Лучшая публикация среди иностранных русскоязычных СМИ» победителем был назван Виктор Хохлюк, который стал первым журналистом сумевшим победить в Международном конкурсе спортивной журналистики среди представителей Средней Азии.
В декабре 2020 года журналист, представлявший алмаатинское издание «Спортарена» стал бронзовым призёром Международного творческого конкурса в номинации «Лучшая публикация» среди иностранных русскоязычных СМИ. Спустя год (2021), вновь завоевал «бронзу» на  ХI престижном международном конкурсе среди спортивных журналистов.

Весной 2021 года легендарный футбольный наставник ряда футбольных клубов и сборной России по футболу Борис Игнатьев дал положительную оценку журналисткой деятельности Виктора Хохлюка:

«Спасибо, что ты есть, человек объединяющий вокруг себя людей, которые есть, делаешь всё, чтобы не забывали тех, кто ушёл...».— Владимир Мальцев, «InterFutbol». Март 2021 – № 12 (628)

## Проекты
Собрал и систематизировал статистические данные по многим футболистам из бывшего СССР и Украины. Основное направление — статистика вратарей и бомбардиров.
Является автором символических клубов футболистов: для украинских бомбардиров Клуба Олега Блохина, для иностранных снайперов украинских команд Клуба Максима Шацких и для вратарей Клуб Евгения Рудакова.
Инициатор официального признания в январе 2014 года символического Клуба Олега Блохина. Совместно с редакцией спортивного информационного агентства Sport.ua и журналистом Николаем Васильковым, пресс-атташе национальной сборной Украины по футболу Александром Гливинским, генеральным директором Государственного концерна «Спортивные арены Украины» Сергеем Симаком, при поддержке Министерства молодёжи и спорта Украины, Национального олимпийского комитета Украины и генерального спонсора мероприятия Mercedes-Benz на Украине была учреждена премия «Голеадор» для футболистов, забивших сто и более мячей за карьеру на высшем уровне. 

«Идейный вдохновитель премии — историк и статистик футбола, автор книг «Бомбардиры Украины» и «Голеадоры» Виктор Хохлюк не занимает чужого места в русскоязычном варианте Википедии. С 12 лет уроженец Луганской области занимается подсчетом результативных свершений снайперов с украинскими корнями. Выработанные им критерии и позволили сформировать список, куда вошли футболисты, забившие 100 и более мячей в чемпионатах и кубках Украины и СССР, Кубке Федерации, европейских клубных турнирах, национальной сборной, а также высших лигах зарубежных чемпионатов».— Михаил Спиваковский, «Спорт–Экспресс в Украине». 20 января 2014 – № 8 (2616)
В феврале 2017 года создал бомбардирский Клуб имени Олега Протасова, куда вошли игроки из стран бывшего СССР, забившие в зарубежных командах не менее 100 голов.
В октябре 2017 года казахстанское издание «Футбол. Факты. Аналитика» опубликовало авторский проект Виктора Хохлюка — бомбардирский Клуб для легионеров казахстанских команд Клуб Нилтона Мендеса, забивших 50 и более мячей.

## Семья
Виктор женат. Он и его супруга Юлия воспитывают двоих дочерей — Есению (2011 года рождения) и Богдану (2014).

## Награды

### В журналистике
- Победитель Всеукраинского конкурса, в номинации «Лучшая спортивная книга года» (проводимый Ассоциацией спортивных журналистов Украины) 2012 года[40].
- Победитель Всеукраинского конкурса, в номинации «Золотые перья и голоса АСЖУ» (проводимый Ассоциацией спортивных журналистов Украины) 2013 года[41].
- Победитель Всероссийского конкурса, в номинации «Лучшая публикация среди иностранных СМИ» за 2019 год.
- Бронзовый призёр Международного конкурса, в номинации «Лучшая публикация среди иностранных СМИ» за 2020 год.
- Бронзовый призёр Международного конкурса, в номинации «Премия имени Льва Россошика за лучшую публикацию среди иностранных СМИ» за 2021 год.
- Финалист VIII Международного конкурса спортивной журналистики «Энергия побед» 2018 года[42].
- Ценный подарок от Луганского областного отделения НОК Украины: 2013 год[43].
- Почётная грамота главы ЛНР: 2015 год[44].

### В МВД Украины
- Почётный Крест «За волю и отвагу» 2-й степени.
- «За отличие в службе» 2-й степени.
- «За безупречную службу» 3-й степени.
- «80 лет Уголовному розыску».
- «15 лет Внутренним войскам МВД».

### Книги
- «Бомбардиры Украины». Ровеньки. 2011. ISBN 978-966-534-344-8
- «Голеадоры». Луганск. 2012. ISBN 978-966-15-8934-5.
- «Эдуард Стрельцов — гений русского футбола». Москва. 2020. ISBN 978-5-604-39892-0
- «Золотые олимпийцы Сеула». Луганск. 2023. ISBN 978-5-00180-995-1

### Справочники
- «Итоги XIV чемпионата Украины по футболу среди команд высшей лиги». Запорожье. 2005.
- «Легионеры в Украине». Запорожье. 2006.
- Футбольный клуб «Горняк» ДП «Ровенькиантрацит» (Ровеньки). Ровеньки. 2011.
- «Клуб украинских бомбардиров имени Олега Блохина». Луганск. 2011. ISBN 978-966-15-8931-4
- «Вратари». Луганск. 2012. ISBN 978-966-15-8934-3

### Энциклопедии
- «Наши футбольные легенды. Голеадоры бывшего СССР в футбольных битвах зарубежья». Москва. 2018. ISBN 978-5-604-10716-4
- «Наш легион. Книга первая». Москва. 2022. ISBN 978-5-00189-950-1
- «Наш легион. Книга вторая». Москва. 2022. ISBN 978-5-00222-218-6